# Soma (drank)
Soma of amrita is een rituele drank die werd gebruikt tijdens de Vedische offerrituelen (yajna). Tijdens de somayajna werd soma zowel geofferd als geconsumeerd. De Veda's beschrijven hoe het sap door de priesters uit een plant werd geperst die ook soma genoemd werd. Ze beschrijven soma als zoet en melkachtig en schrijven aan de drank een hallucinerende werking toe.
Hoewel er verschillende hypotheses zijn, is onbekend welke plant soma was. Mogelijk ging het zelfs niet om een plant, maar een paddenstoel of hasj.
In de hindoeïstische kosmologie is soma de drank van de goden. Met name de god Indra wordt met de drank geassocieerd. Het wordt ook verondersteld zich op de maan of in de hemel te bevinden (soma is Sanskriet voor 'maan') en door een adelaar naar de aarde te zijn gebracht. De god Soma, de personificatie van de drank, had in de Vedische geschriften als taak de hemel en aarde op hun plaats te houden en was getrouwd met de schemering. In de Laat-Vedische periode werd Soma de god van de maan.